# Cephalota maura
Cephalota maura (Linnaeus, 1758) è un coleottero carabide della sottofamiglia Cicindelinae, diffusa nei paesi costieri del mar Mediterraneo occidentale.

## Descrizione

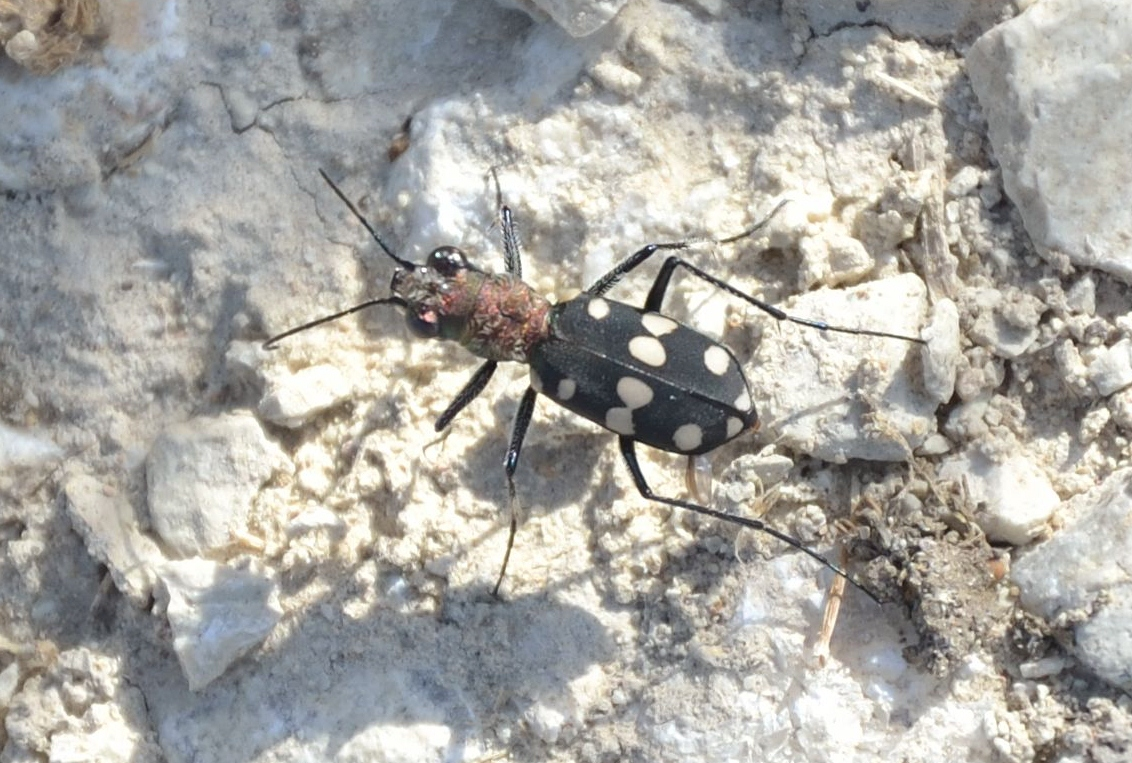

È una cicindela di medie dimensioni, lunga 12–15 mm.

La testa e il pronoto sono di colore verde scuro, ricoperte da una rada peluria biancastra che si estende sui femori e sulle tibie.

Le elitre sono nere con disegno di colore bianco-giallastro formato da una lunula omerale, una apicale e sei macchie, di cui le due mediane spesso confluenti.

## Biologia
Sono insetti attivi durante le ore più calde del giorno, che si muovono sul terreno con grande velocità, con la tipica andatura a scatti delle cicindele; se disturbati si allontanano volando.
Sono abili predatori, che si nutrono principalmente di altri microinvertebrati.
Durante l'accoppiamento, i maschi afferrano le femmine saldamente con le mandibole tra pronoto ed elitre.
Le femmine depongono le uova nel terreno, dove rimangono fino alla schiusa. Le larve albergano in un piccolo cunicolo verticale, all'interno del quale si muovono rapidamente su e giù, con l'aiuto di un uncino presente sul quinto tergite; afferrata la preda con le loro mandibole taglienti, si ritraggono velocemente nella profondità del cunicolo.

## Distribuzione e habitat
La specie ha un areale molto frammentato che comprende le aree costiere di Spagna, Portogallo, Italia (Calabria e Sicilia), Marocco, Tunisia e Algeria.
Il suo habitat tipico sono gli stagni costieri, le spiagge e le foci dei fiumi lungo i litorali.

## Tassonomia
Sono state descritte le seguenti sottospecie:
- Cephalota maura maura (Linnaeus, 1758)
- Cephalota maura cupreothoracica Cassola & Korell, 1987, con areale ristretto a Tunisia, Sicilia e Calabria.